# إينا مولر
إينا مولر (بالألمانية: Ina Müller) (و. 1965  م) هي مقدمة تلفزيونية، ومؤلفة، وفنانة ملاهي، ومغنية، وكاتِبة، ومؤلفة موسيقى تصويرية ألمانية.

## جوائز
حصلت على جوائز منها:
- Friedestrompreis  [لغات أخرى]‏ (2010).

## وصلات خارجية
- إينا مولر على موقع IMDb (الإنجليزية)
- إينا مولر على موقع روتن توميتوز (الإنجليزية)
- إينا مولر على موقع مونزينجر (الألمانية)
- إينا مولر على موقع ألو سيني (الفرنسية)
- إينا مولر على موقع ميوزك برينز (الإنجليزية)
- إينا مولر على موقع أول ميوزيك (الإنجليزية)
- إينا مولر على موقع ديسكوغز (الإنجليزية)
- إينا مولر على موقع قاعدة بيانات الفيلم (الإنجليزية)

- إينا مولر في قاعدة بيانات الأفلام على الإنترنت